# Čelákovice
Čelákovice település Csehországban, a Kelet-prágai járásban. Čelákovice Přerov nad Labem, Lázně Toušeň, Mochov, Nehvizdy, Káraný, Zeleneč, Vyšehořovice és Lysá nad Labem településekkel határos. Lakosainak száma 12 463 fő (2024. január 1.).

## Népesség
A település lakosságának változását az alábbi diagram mutatja:
| Lakosok száma | 2247 | 2584 | 4042 | 7342 | 10 390 | 10 031 | 12 114 | 12 260 | 12 008 | 12 463 |
|               | 1869 | 1890 | 1921 | 1950 | 1980   | 2001   | 2017   | 2019   | 2022   | 2024   |